# فران شيهان
فران شيهان (بالإنجليزية: Fran Sheehan)‏ هو موسيقي أمريكي، ولد في 26 مارس 1949 في بوسطن في الولايات المتحدة.

## وصلات خارجية
- فران شيهان على موقع ميوزك برينز (الإنجليزية)
- فران شيهان على موقع أول ميوزيك (الإنجليزية)
- فران شيهان على موقع ديسكوغز (الإنجليزية)